# Statutarstadt (Tschechien)
Statutarstädte (statutární město) sind in Tschechien „Städte mit besonderer Stellung“. Im Jahr 2018 hatten 27 Städte diesen Status. Statutarstädte gab es auf dem Gebiet des heutigen Tschechien zwischen 1850 und 1939, 1945 und 1948 und ab 1968 sowie in heutiger Sicht ab 1990. Zwischen 1949 und 1967 existierten in der Tschechoslowakei keine Statutarstädte. Im Jahr 1968 erhielten durch das Gesetz Nr. 69/1967 „über die Nationalkomitees“ die Städte Brünn, Mährisch Ostrau, Pilsen und Kaschau (Slowakei) diesen Status, wurden aber nicht explizit als Statutarstädte bezeichnet.

## Rechtliche Grundlage
Statutarstädte sind nach dem tschechischen Gesetz über die Kommunen „Städte mit besonderer Stellung“. Das Stadtgebiet dieser Städte kann in Stadtbezirke (městský obvod) oder Stadtteile (městská část) mit eigener Selbstverwaltung gegliedert werden. Das Statut ist eine satzungsartige grundlegende Verordnung der Stadt und wird von der Stadtvertretung erlassen. Das Statut regelt die Struktur der städtischen Organe und deren Befugnisse, beinhaltet die städtische Haushaltssatzung, bestimmt das Erlassungsverfahren der städtischen Legislative, Gestalt und Verwendung städtischer Symbole und weitere Angelegenheiten. Das Statut regelt bei territorial gegliederten Statutarstädten die Aufteilung der Stadt in selbstverwaltende Gebietseinheiten, deren Befugnisse und Stellung gegenüber der Stadt.
Die Organe einer Statutarstadt sind: Stadtvertretung (zastupitelstvo města), Stadtrat (rada města), Oberbürgermeister (primátor) und Magistrat. In Statutarstädten mit einer Gliederung des Stadtgebiets haben die Stadtbezirke (bzw. Stadtteile) eigene ähnliche Strukturen: Vertretung des Stadtbezirks/Stadtteils, Rat des Stadtbezirks/Stadtteils, Bürgermeister, Amt des Stadtbezirks/Stadtteils. Errichtet und aufgelöst werden die Stadtbezirke/Stadtteile durch Beschluss der Stadtvertretung.
Das ursprünglich wichtigste Merkmal einer Statutarstadt war, dass sie einen eigenen politischen Bezirk bildete und somit „bezirksfrei“ war (vergleiche: kreisfreie Stadt). Nach § 26/4 des Gesetzes Nr. 69/1967 Sb. führten die Stadtverwaltungen (Nationalkomitees) der Städte Brno, Ostrava, Plzeň und Košice (Slowakei) auch die Aufgaben eines Bezirkes aus. Das Stadtgebiet dieser Städte bildete einen selbständigen Bezirk (okres) und die Städte waren somit „bezirksfrei“. Die nach 1990 entstandenen Statutarstädte waren nicht als „bezirksfrei“ konzipiert. Nach der Verwaltungsreform 2000–2003 wurden die Bezirke zum 1. Januar 2003 als Verwaltungseinheiten aufgelöst, so verloren auch die ehemals „bezirksfreien“ Statutarstädte diese Eigenschaft. Ab dem 1. Januar 2007 stimmt auch nur noch das Stadtgebiet der Stadt Brno mit dem Gebiet des Okres Brno-město (Bezirk Brünn-Stadt) überein. Der Okres Ostrava-město (Bezirk Ostrau-Stadt) sowie der Okres Plzeň-město (Bezirk Pilsen-Stadt) wurde zum 1. Januar 2007 um weitere Gemeinden erweitert. Die Stadt Prag hat einen Sonderstatus, besitzt aber de facto Merkmale einer Statutarstadt.

## Vergleich zu anderen Verwaltungsformen
Die tschechische Statutarstadt entwickelte sich aus dem österreichischen Verwaltungsmodell und besitzt daher Ähnlichkeiten zur österreichischen Statutarstadt. Die Statutarstädte werden oft mit den kreisfreien Städten in Deutschland verglichen. Verwaltungstechnisch handelt es sich aber spätestens nach der Verwaltungsreform 2000–2003 nicht mehr um kreisfreie, bzw. in Tschechien „bezirksfreie“ Städte, da die Bezirke (okres) zum 1. Januar 2003 als Verwaltungseinheiten aufgelöst wurden. Historisch gesehen übernahmen auch zuvor nur die Städte Brno, Ostrava, Plzeň und bzw. Košice die Verwaltungsaufgaben eines Bezirkes. Die nach 1990 entstandenen Statutarstädte waren auch vor der Verwaltungsreform nicht „bezirksfrei“. Hiermit unterscheidet sich die tschechische Statutarstadt auch von den österreichischen.

## Übersicht

### Statutarstädte bis 1928
| tschechischer Name | deutscher Name                         | Damalige Verwaltungseinheit |
| ------------------ | -------------------------------------- | --------------------------- |
| Praha              | Prag                                   | Königreich Böhmen           |
| Liberec            | Reichenberg                            | Königreich Böhmen           |
| Brno               | Brünn                                  | Markgrafschaft Mähren       |
| Jihlava            | Iglau                                  | Markgrafschaft Mähren       |
| Kroměříž           | Kremsier                               | Markgrafschaft Mähren       |
| Olomouc            | Olmütz                                 | Markgrafschaft Mähren       |
| Uherské Hradiště   | Ungarisch Hradisch                     | Markgrafschaft Mähren       |
| Znojmo             | Znaim                                  | Markgrafschaft Mähren       |
| Opava              | Troppau                                | Herzogtum Schlesien         |
| Frýdek-Místek      | Friedek                                | Herzogtum Schlesien         |
| Bílsko             | Bielitz (ab 1920 als Bielsko zu Polen) | Herzogtum Schlesien         |

### Statutarstädte nach der Verwaltungsreform von 1928
| tschechischer Name | deutscher Name |
| ------------------ | -------------- |
| Praha              | Prag           |
| Liberec            | Reichenberg    |
| Brno               | Brünn          |
| Olomouc            | Olmütz         |
| Opava              | Troppau        |

### Statutarstädte zwischen 1945 und 1948
| tschechischer Name | deutscher Name |
| ------------------ | -------------- |
| Praha              | Prag           |
| Liberec            | Reichenberg    |
| Brno               | Brünn          |
| Olomouc            | Olmütz         |
| Opava              | Troppau        |
| Plzeň              | Pilsen         |

### Statutarstädte ab 1968
| tschechischer Name | deutscher Name |
| ------------------ | -------------- |
| Brno               | Brünn          |
| Ostrava            | Ostrau         |
| Plzeň              | Pilsen         |

Im Gesetz 69/1967 Sb. über die Nationalkomitees ist an vierter Stelle noch Košice (Kaschau; heute Slowakei) genannt.

### Statutarstädte ab 1990
| tschechischer Name | deutscher Name       | seit |
| ------------------ | -------------------- | ---- |
| Brno               | Brünn                | 1990 |
| České Budějovice   | Budweis              | 1990 |
| Havířov            |                      | 1990 |
| Hradec Králové     | Königgrätz           | 1990 |
| Karlovy Vary       | Karlsbad             | 1990 |
| Liberec            | Reichenberg          | 1990 |
| Olomouc            | Olmütz               | 1990 |
| Opava              | Troppau              | 1990 |
| Ostrava            | Mährisch Ostrau      | 1990 |
| Pardubice          | Pardubitz            | 1990 |
| Plzeň              | Pilsen               | 1990 |
| Praha              | Prag                 | 1990 |
| Ústí nad Labem     | Aussig               | 1990 |
| Zlín               | Zlin                 | 1990 |
| Jihlava            | Iglau                | 2000 |
| Kladno             | Kladno               | 2000 |
| Most               | Brüx                 | 2000 |
| Karviná            | Karwin               | 2003 |
| Mladá Boleslav     | Jungbunzlau          | 2003 |
| Teplice            | Teplitz              | 2003 |
| Děčín              | Tetschen             | 2006 |
| Frýdek-Místek      | Friedeck-Mistek      | 2006 |
| Chomutov           | Komotau              | 2006 |
| Přerov             | Prerau               | 2006 |
| Jablonec nad Nisou | Gablonz an der Neiße | 2012 |
| Prostějov          | Proßnitz             | 2012 |
| Třinec             | Trzynietz            | 2018 |